# كيفي فيغالا
كيفي فيغالا (بالإستونية: Kivi-Vigala)، قرية تتبع دائرة ماريما في مقاطعة رابلا غرب إستونيا.